# 3-Chinuclidinylacetat
Die chemische Verbindung 3-Chinuclidinylacetat ist ein Ester der Essigsäure mit dem basischen bicyclischen Alkohol 3-Chinuclidinol. Die Verbindung ist chiral, wird aber oft als Racemat verwendet. In der Regel wird die Substanz in Form von Salzen, vor allem als Hydrochlorid gelagert und gehandelt. Sie dient als Zwischenprodukt für chemische Synthesen und als pharmazeutischer Wirkstoff (Aceclidin).

## Herstellung
Der Alkohol 3-Chinuclidinol wird mit Essigsäureanhydrid (Acetanhydrid) acetyliert. Daher wird der Ester auch – weniger nomenklaturgerecht – als 3-Acetoxychinuclidin bezeichnet.
Wie der zugrunde liegende Alkohol tritt 3-Chinuclidinylacetat in zwei enantiomeren Formen auf, nämlich (R)-3-Chinuclidinylacetat  und (S)-3-Chinuclidinylacetat. Als erstes wurde ihr Racemat hergestellt. Es konnte durch Umsetzung mit „optische aktiver“, d. h. chiraler,  Weinsäure getrennt („gespalten“) werden.

## Verwendung
Das Racemat lässt sich durch kinetische Racematspaltung enantioselektiv hydrolysieren. Dazu lässt man Mikroorganismen oder  deren Enzyme, z. B. Aspergillus spezies oder Bakterien der Gattung Bacillus bzw. das Enzym Subtilisin auf das Racemat einwirken. In einer „asymmetrischen“ Hydrolyse wurde der (S)-Ester verstoffwechselt, so dass der (R)-Ester übrig bleibt und isoliert wird.
Umgekehrt kann (R)-3-Chinuclidinylacetat durch Umesterung von Ethylacetat mit (R)-3-Chinuclidinol hergestellt werden.

## Pharmakologische Wirkung
Die russischen Pharmakologen Mikhail Davidovich Mashkovsky und K. A. Zaitseva zeigten in den 1960er Jahren, dass 3-Chinuclidinylacetat eine hohe Affinität zum Muskarinrezeptor des Acetylcholins besitzt.
3-Chinuclidinylacetat wird unter dem Namen Aceclidin in der Augenheilkunde verwendet.